# Lorna Doone (1951)
Lorna Doone is een Amerikaanse dramafilm uit 1951 onder regie van Phil Karlson. Het scenario is gebaseerd op de gelijknamige roman uit 1869 van de Engelse auteur R.D. Blackmore. Destijds werd de film in Nederland uitgebracht onder de titel Burcht der haat.

## Verhaal
Aan de vooravond van de Engelse Burgeroorlog wordt Lorna Doone in Schotland verliefd op John Ridd, maar ze wordt uitgehuwelijkt aan Carver Doone. John vastberaden om het geslacht Doone te verslaan en Lorna voor zich te winnen.

## Rolverdeling
| Acteur           | Personage              |
| ---------------- | ---------------------- |
| Barbara Hale     | Lorna Doone            |
| Richard Greene   | John Ridd              |
| Carl Benton Reid | Ensor Doone            |
| William Bishop   | Carver Doone           |
| Ron Randell      | Tom Faggus             |
| Sean McClory     | Charleworth Doone      |
| Onslow Stevens   | Raadsman Doone         |
| Lester Matthews  | Koning Karel II        |
| John Dehner      | Baron de Wichehalse    |
| Gloria Petroff   | Lorna Doone (als kind) |